# Sphenella novaguineensis
Sphenella novaguineensis es una especie de insecto del género Sphenella de la familia Tephritidae del orden Diptera.

## Historia
Hardy la describió científicamente por primera vez en el año 1988.